# Kanton Mézières-Est
Der Kanton Mézières-Est war bis 2015 ein französischer Wahlkreis im Arrondissement Charleville-Mézières im Département Ardennes und in der Region Champagne-Ardenne; sein Hauptort (frz.: chef-lieu) war Charleville-Mézières. Die landesweiten Änderungen in der Zusammensetzung der Kantone brachten im März 2015 seine Auflösung. Vertreter im Generalrat des Départements war zuletzt Bruno François.

## Gemeinden
Der Kanton bestand aus der Gemeinde La Francheville und einem Teil der Stadt Charleville-Mézières.

## Bevölkerungsentwicklung
| 1990   | 1999   | 2012   |
| ------ | ------ | ------ |
| 19.051 | 19.311 | 16.677 |